# Pałac w Tynnem
Pałac w Tynnem – pałac wybudowany w miejscowości Tynne.
Parterowy pałac zbudowany w pierwszej połowie XIX w. w stylu klasycystyczny  na planie prostokąta, kryty dachem czterospadowym. Po bokach piętrowego korpusu długie, parterowe skrzydła, kryte dachem dwuspadowym. Korpus z głównym wejściem w piętrowym, czterokolumnowym portyku zwieńczonym fryzem tryglifowym i trójkątnym frontonem.